# Pleuroxia italowiana
Pleuroxia italowiana är en snäckart som beskrevs av Alan Solem 1992. Pleuroxia italowiana ingår i släktet Pleuroxia och familjen Camaenidae. IUCN kategoriserar arten globalt som nära hotad. Inga underarter finns listade i Catalogue of Life.